# Gladiolus brevifolius
Gladiolus brevifolius är en irisväxtart som beskrevs av Nikolaus Joseph von Jacquin. Gladiolus brevifolius ingår i släktet sabelliljor, och familjen irisväxter. Inga underarter finns listade i Catalogue of Life.

## Bildgalleri

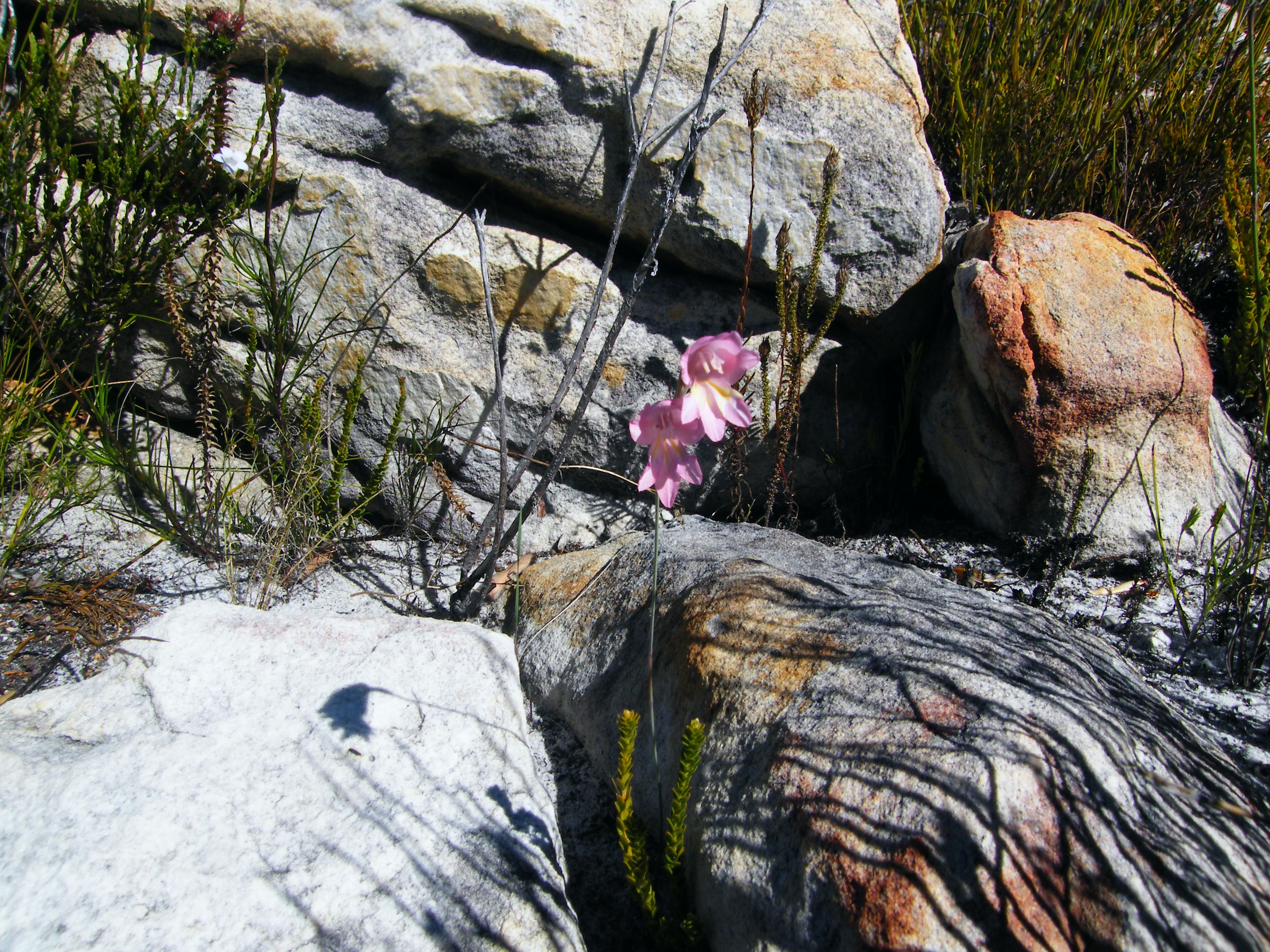
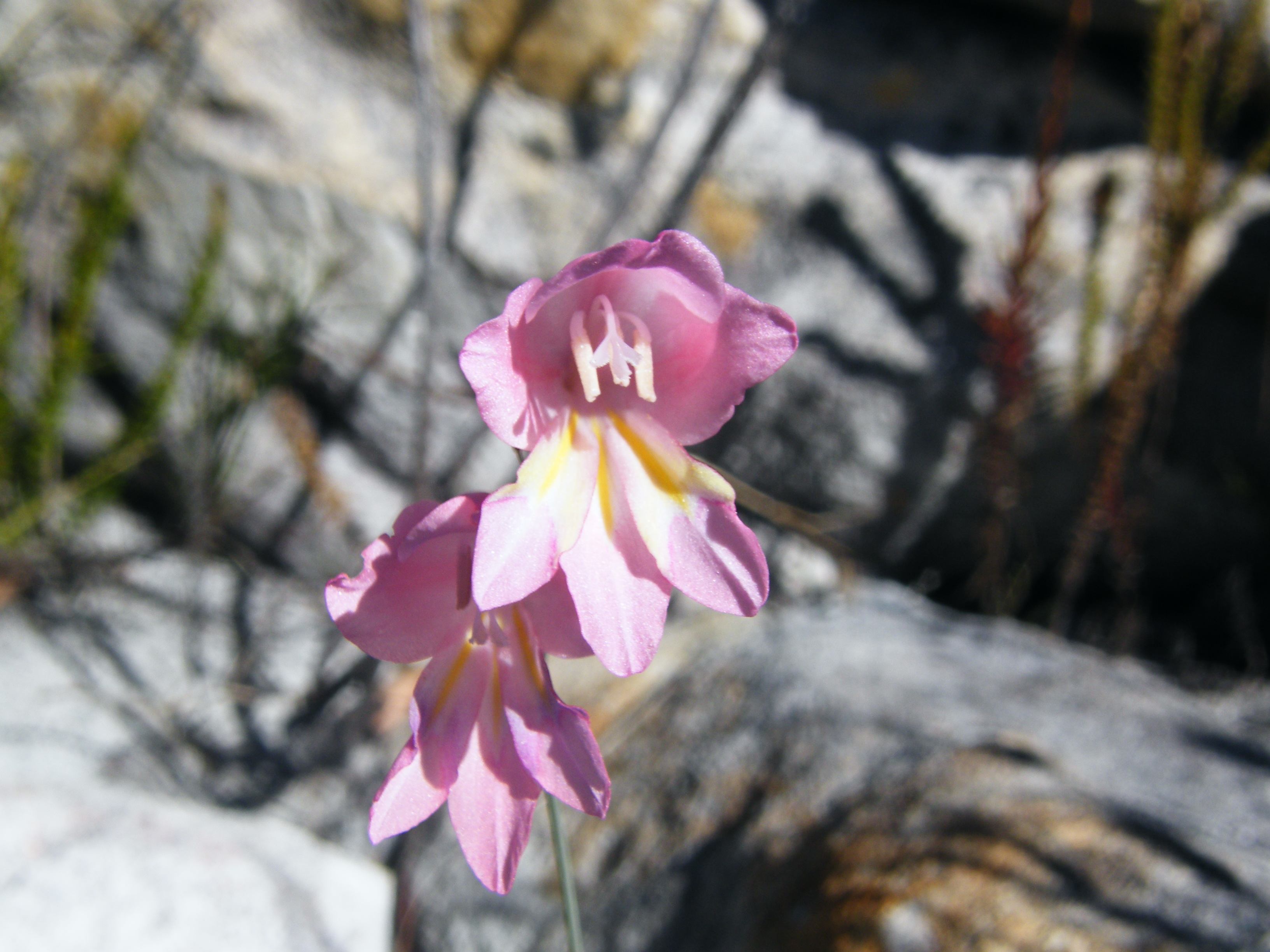